# Heliconius timaeus
Heliconius timaeus är en fjärilsart som beskrevs av Gustav Weymer 1893. Heliconius timaeus ingår i släktet Heliconius och familjen praktfjärilar. Inga underarter finns listade i Catalogue of Life.